# 信恭院
信恭院（しんきょういん、寛政7年7月21日（1795年9月4日） - 文政10年8月8日（1827年9月28日））は、江戸時代中期の紀州藩主の徳川治宝の長女。徳川斉順の正室である鶴樹院の姉であり、父の最初の婿養子である徳川虎千代の婚約者。後に仙台藩主伊達斉宗の正室。
実名は紀州藩時代は鍇姫、伊達家に入って信子。戒名は信恭院殿実誉浄相真寿大姉。

## 経歴
寛政7年（1795年）7月21日に治宝と側室の有本氏養女（実家は川上氏）との間に生まれる。文化6年（1809年）に父の婿養子で将軍徳川家斉の九男である徳川虎千代と婚約するが、翌年（1810年）には虎千代は死去した。文化9年（1812年）に斉宗と婚約し、文化11年（1814年）に婚姻した。文政2年（1819年）に斉宗庶子の芝姫を養子としてその嫡母となる。文政10年（1827年）死去。葬所は大年寺。